# Olympique Gymnaste Club de Nice 1938-1939
Questa voce raccoglie le informazioni riguardanti l'Olympique Gymnaste Club de Nice nelle competizioni ufficiali della stagione 1938-1939.

## Maglie e sponsor
| Manica sinistra · Maglietta · Maglietta · Manica destra · Pantaloncini · Calzettoni |

## Rosa
| N. |                     | Ruolo | Calciatore         |
| -- | ------------------- | ----- | ------------------ |
|    | Francia (bandiera)  | P     | Jacques Cavallera  |
|    | Francia (bandiera)  | P     | Robert Mary        |
|    | Ungheria (bandiera) | P     | Ernő Németh        |
|    | Francia (bandiera)  | D     | Robert Costamagna  |
|    | Francia (bandiera)  | D     | Paul El Hadidji    |
|    | Francia (bandiera)  | D     | Michel Frusta      |
|    | Francia (bandiera)  | D     | Paul Guebhart      |
|    | Francia (bandiera)  | D     | Joseph Roux        |
|    | Germania (bandiera) | D     | Ernst Schulzendorf |
|    | Francia (bandiera)  | C     | Joseph Alcazar     |
|    | Francia (bandiera)  | C     | Louis Beraudo      |
|    | Francia (bandiera)  | C     | Pierre Fecchino    |
|    | Francia (bandiera)  | C     | Vincent Gaillard   |

| N. |                     | Ruolo | Calciatore       |
| -- | ------------------- | ----- | ---------------- |
|    | Francia (bandiera)  | C     | Jean Luciano     |
|    | Francia (bandiera)  | C     | Joseph Lozato    |
|    | Spagna (bandiera)   | C     | Josep Samitier   |
|    | Ungheria (bandiera) | C     | Edouard Schubert |
|    | Spagna (bandiera)   | C     | Luis Valle       |
|    | Francia (bandiera)  | A     | Paul Baudin      |
|    | Germania (bandiera) | A     | Rudolf Hudecek   |
|    | Francia (bandiera)  | A     | Georges Janselme |
|    | Francia (bandiera)  | A     | Louis Lavagna    |
|    | Francia (bandiera)  | A     | Martial Maestre  |
|    | Francia (bandiera)  | A     | Jules Monsallier |
|    | Spagna (bandiera)   | A     | Joaquin Valle    |